# Вильгельм Карл Прусский
Вильгельм Карл Прусский (полное имя — Вильгельм Карл Эрих Адальберт Детлофф, нем. Wilhelm Karl Adalbert Erich Detloff Prinz von Preußenn; 30 января 1922, Потсдам — 9 апреля 2007, Хольцминден, Нижняя Саксония) — принц Прусский, представитель династии германской императорской династии Гогенцоллернов, 36-й великий магистр Бранденбургского бальяжа рыцарского ордена Святого Иоанна Иерусалимского госпиталя (1958—1999).

## Биография
Родился 30 января 1922 года на вилле Квандт в Потсдаме. Младший (третий) сын генерал-майора принца Оскара Прусского (1888—1958), пятого сына последнего германского императора Вильгельма II, и его супруги, принцессы Инны-Марии, урождённой графини фон Бассевиц (1888—1973). Старшие братья — принцы Оскар (1915—1939) и Бурхард (1917—1988).
Принц Вильгельм Карл окончил школу в Потсдаме. В 1939 году после экзамена в 22-м артиллерийском полку стал офицером Вермахта. В 1941 году принц был отправлен на войну с СССР на Восточном фронте, откуда был отозван в 1943 году после известного приказа Адольфа Гитлера «о принцах». Позднее принц начал изучать сельское хозяйство в Кенигсберге, но из-за приближавшегося фронта переехал в Западную Германию, где продолжил обучение в университете в Геттингене, что вскоре было ему запрещено британскими оккупационными властями.
В 1946 году принц Вильгельм Карл начал работать в парфюмерной фирме Dragoco в Хольцминдене, в которой проделал путь от простого служащего до коммерческого директора и директора филиала в США (1964—1986).
До конца 1970-х годов Вильгельм Карл был членом партии ХДС в районном и городском советах Хольцминдена.
В 1944 году принц Вильгельм Карл Прусский вступил в немецкую ветвь Ордена Святого Иоанна Иерусалимского, посвятив свою жизнь служению делу милосердия и благотворительности. В 1958 году после смерти своего отца, принца Оскара Прусского (1888—1958), 35-го великого магистра Бранденбургского бальяжа рыцарского ордена Святого Иоанна Иерусалимского госпиталя (1927—1958), принц Вильгельм Карл стал его преемником и 36-м великим магистром Бранденбургского бальяжа. Принц много сделал, чтобы сохранить порядок в Бранденбургском бальяже во время Холодной войны и помог воссоединить членов ордена после присоединения Восточной Германии. В 1999 году Вильгельм Карл передал должность великого магистра своему младшему сыну, историку принцу Оскару Прусскому (род. 1959).
9 апреля 2007 года 85-летний принц Вильгельм Карл Прусский скончался в Хольцминдене. 18 апреля его тело было захоронено на Борнштедском кладбище в Потсдаме. Принц Вильгельм Карл Прусский был последним внуком германского императора Вильгельма II, дожившим до XXI века.

## Награды
- Кавалер Креста (со звездой) Ордена «За заслуги перед Федеративной Республикой Германия»
- Кавалер Большого Креста Ордена Заслуг pro Merito Melitensi Мальтийского ордена

## Брак и дети
1 марта 1952 года принц Вильгельм Карл Прусский женился на Армгарде фон Фельтгейм (17 февраля 1926 — 1 ноября 2019). Супруги имели два сына и дочь:
- Принцесса Доната Виктория Прусская (род. 24 декабря 1952), не замужем. Детей нет.
- Принц Вильгельм Карл Прусский (род. 25 августа 1955), не женат. Детей нет.
- Принц Оскар Прусский (род. 6 мая 1959), женат с 1992 года на Августе Циммерман фон Зифарт (род. 16 мая 1962), трое детей:
  - Принц Оскар Прусский (род. 29 ноября 1993), в 2024 году женился на Йоханне фон Йениш.[2]
  - Принцесса Вильгельмина Прусская (род. 7 июля 1995)
  - Принц Альберт Прусский (род. 13 июля 1998)

## Опубликованные работы
- Wilhelm-Karl Prinz von Preußen: Auftrag des Johanniters. Ansprachen und Aufsätze. Nieder-Weisel 1983 (= Heft 11 der Schriftenreihe des Hessischen Genossenschaft des Johanniterordens).
- Wilhelm-Karl Prinz von Preußen und Bernd Baron Freytag von Loringhoven: Johanniter und der 20. Juli 1944. 2. Auflage, Nieder-Weisel 1989 (= Heft 14 der Schriftenreihe des Hessischen Genossenschaft des Johanniterordens).
- Wilhelm-Karl Prinz von Preußen, Karl-Günther von Hase und Hans Poeppel: Die Soldaten der Wehrmacht. Herbig, München 1998 (6. Auflage 2000), ISBN 3-7766-2057-9.

## Сочинения
- Ein Kaiserenkel zu den Tagebüchern des Sigurd v. Ilsemann. In: Frankfurter Allgemeine Zeitung, 8. Dezember 1967, Seite 9
- Replik eines Preußen. In: Evangelische Kommentare 10, 1980
- Kein Operettenregiment. In: Die Zeit, 13. Mai 1988
- Johannes der Täufer: Patron des Johanniter-Ordens. In: Der Johanniterorden. 3/1989
- Mein Preußenbild. In: Reinhard Appel, Karl-Günther von Hase (Hrsg.): Preußen 1701/2001. eco, Köln 2001, S. 20-25, ISBN 3-934519-80-6